# Барбадос
Барбадос (енгл. Barbados) острвска је држава у Карипском мору и Атлантском океану. Острво је површине 430 км², углавном је равно, са мало брда у унутрашњости. Налази се на 13º сгш, 59º згд.
Острво је тропско и на њему се налази већи број мочвара. У унутрашњости острва су плантаже шећерне трске. Барбадос припада Малим Антилима, а најближе земље су му Света Луција и Свети Винсент и Гренадини.
Када је проглашена независност од Уједињенога Краљевства 1966. године, Барбадос се није одрекао Комонвелта, а задржао је и британског монарха као шефа државе. Крајем новембра 2021. године, Барбадос је постао република, при чему је прва председница постала Сандра Мејсон, дотадашња генерална гувернерка.
Барбадос је једна од најпопуларнијих карипсих туристичких дестинација.

## Етимологија
Према веровању племена Аравак, старо име Барбадоса било је Ичироуганаим. Касније име Барбадос значи „брадати људи“ и деривира из португалског језика.

## Историја

### Претколумбовски период
Археолошка истраживања сугеришу да је Барбадос могао бити настањен још око 1600. п. н. е. Први поуздани докази о трајном људском насељавању датирају из прве половине 4. века п. н. е. када су Барбадос населили припадници народа Аравак. Касније су се на Барбадосу населили Кариби, а чији се број из никад објашњених разлога нагло смањио око 1200.

### Колонијални период
Средином 16. века острво су накратко заузели Португалци, али су га убрзо напустили. Енглески поморац Хенри Пауел је пак 1625. године острво пронашао ненастањен и прогласио га је енглеском територијом. Године 1627. је основано прво стално насеље, а под енглеском, а касније британском влашћу ће остати неколико следећих векова, поставши једино карипско острво које никада није мењало власника током колонијалних ратова. Од средине 17. века на острву се узгаја шећерна трска, што је довело до масовног увоза робова из Африке, због чега су црнци тада постали већинско становништво. Године 1816. на острву је избио велики устанак робова, а неколико деценија касније ропство на Барбадосу је укинуто.

### 20. век
У 20. веку на Барбадосу настаје покрет за локалну самоуправу, односно право гласа сиромашних грађана. Опште право гласа је уведено 1951. и Барбадос је добио локалну владу. Од 1958. до 1962. је био члан Западноиндијске федерације. Године 1966. је у споразуму с британском владом проглашена независност. Барбадос је остао члан Комонвелта везан с бившом матицом преко персоналне уније као комонвелтско краљевство.

### 21. век
ДЛП је победио на општим изборима на Барбадосу 2008. године, међутим нови премијер Дејвид Томпсон умро је 2010. године, а заменио га је Фреундел Стјуарт. БЛП се вратио на власт 2018. године под Миом Мотлеј, која је постала прва жена Барбадоса, прва премијерка Барбадоса.

Барбадос је 15. септембра 2020. објавио да намерава да постане република до 30. новембра 2021. године, 55. годишњице своје независности. Планира да краљицу замени властитим изабраним званичником за шефа државе. Барбадос ће престати да буде у царству Комонвелта, али ће задржати чланство у Комонвелту нација. Критичари тврде да је до тог потеза дошло делимично зато што је Кина извршила притисак на Барбадос.

## Географија
Барбадос се налази у Атлантском океану, источно од осталих острва Западне Индије. Барбадос је најисточније острво на Малим Антилима. Раван је у поређењу са својим острвским суседима на западу, Острвима приветрине. Острво се благо уздиже до централне планинске регије познате као Шкотски округ, са највишим врхом државе на планини Хилаби на 340 м надморске висине.
У парохији Saint Michael лежи главни град Барбадоса, Бриџтаун, који садржи 1/3 становништва земље. Остали већи градови раштркани по острву укључују Холетаун, у парохији Saint James; Ојстинс, у парохији Christ Church; и Спејтстаун, у парохији Saint Peter.

### Геологија
Барбадос лежи на граници Јужноамеричких и Карипских плоча. Субдукција Јужноамеричке плоче испод Карипских плоча струже талог са Јужноамеричке плоче и таложи га изнад зоне субдукције формирајући прираштајну призму. Стопа овог таложења материјала омогућава Барбадосу да расте брзином од око 25 мм на 1.000 година. Ова поддукција значи да се острво геолошки састоји од корала дебљине отприлике 90 м, где су гребени формирани изнад седимента. Земљиште се спушта у низу „тераса“ на западу, а на истоку иде у нагиб. Велики део острва окружују корални гребени.
Ерозија кречњака на североистоку острва, у Шкотском округу, резултирала је формирањем разних пећина и јаруга. На атлантској источној обали острва створени су обални рељефи, укључујући стекове, због кречњачког састава подручја. На острву је такође запажен стеновити рт познат као Пико Тенерифе, који је име добио по томе што је острво Тенерифе у Шпанији прво земљиште источно од Барбадоса према веровању локалног становништва.

### Клима
Земља углавном доживљава две сезоне, од којих једна укључује приметно веће падавине. Познат као „влажна сезона“, овај период траје од јуна до децембра. Супротно томе, „сушна сезона“ траје од децембра до маја. Годишње падавине се крећу између 1.000 и 2.300 мм. Од децембра до маја просечне температуре се крећу од 21 до 31 °C, док се између јуна и новембра крећу од 23 до 31 °C.
На Кепеновој класификационој скали за климу, већи део Барбадоса сматра се тропском монсунском климом. Међутим, ветрови обилују током целе године и дају Барбадосу климу која је умерено тропска.
Ретке природне опасности укључују земљотресе, клизишта и урагане. Барбадос је често поштеђен најгорих последица тропских олуја и урагана у региону током кишне сезоне. Његова локација на југоистоку карипског региона ставља земљу изван главне зоне удара урагана. У просеку, велики ураган удари отприлике једном у 26 година. Последњи значајан ураган који је нанео озбиљну штету Барбадосу био је ураган Џенет 1955; 2010. године острво је погодио ураган Томас, али ово је проузроковало само мању штету широм земље, јер је било само на нивоу формирања тропске олује.

### Еколошки проблеми
Барбадос је подложан притисцима околине. Као једно од најгушће насељених острва на свету, влада је током 1990-их радила на агресивној интеграцији растуће јужне обале острва у постројење за пречишћавање канализације Бриџтаун како би смањила контаминацију приобалних коралних гребена. Од прве деценије 21. века предложено је друго постројење за пречишћавање дуж западне обале острва. Бити тако густо насељен, Барбадос је уложио велике напоре да заштити своје подземне водоносне слојеве.
Као корално-кречњачко острво, Барбадос је врло пропустан за проницање површинских вода у земљу. Влада је велики нагласак ставила на заштиту сливова који воде директно у огромну мрежу подземних водоносних слојева и потока. Понекад су илегални сквотери провалили ова подручја, а влада је уклонила сквотере како би сачувала чистоћу подземних извора који пружају острвску воду за пиће.
Влада је ставила велики нагласак на одржавање чистоће Барбадоса с циљем заштите животне средине и очувања офшорних коралних гребена који окружују острво. Многе иницијативе за ублажавање људских притисака на приобалне регије Барбадоса и мора потичу од Јединице за управљање обалним подручјем (ЦЗМУ). Барбадос има готово 90 km коралних гребена тик уз море, а два заштићена морска парка су успостављена у близини западне обале. Прекомерни лов и риболов је још једна претња са којом се суочава Барбадос.
Иако на супротној страни Атлантика, и неких 4.800 km западно од Африке, Барбадос је једно од многих места на америчком континенту у којима постоји повишен ниво минералне прашине из пустиње Сахара. Неке посебно интензивне епизоде прашине делимично су криве за утицаје на здравље коралних гребена који окружују Барбадос или астматичне епизоде, али докази нису у потпуности подржали такву тврдњу.
Приступ биокапацитету на Барбадосу је много нижи од светског просека. 2016. године Барбадос је имао 0,17 глобалних хектара биокапацитета по особи на својој територији, много мање од светског просека од 1,6 глобалних хектара по особи. Барбадос је 2016. године користио 0,84 хектара биокапацитета по особи - што је њихов еколошки отисак потрошње. То значи да користе приближно пет пута више биокапацитета него што их Барбадос садржи. Као резултат, Барбадос има дефицит биокапацитета.

### Фауна
Барбадос је домаћин четири врсте корњача које се гнезде (зелене корњаче, главате корњаче, јастребове корњаче и џиновске кожасте корњаче) и има другу по величини популацију узгајивача јастребових корњача на Карибима. Вожња возила на плажама може здробити гнезда закопана у песку, а таква активност се не препоручује на местима за гнежђење.
Барбадос је такође домаћин зеленом мајмуну. Зелени мајмун се налази у западној Африци од Сенегала до реке Волте. Пребачен је и на Зеленортска острва на северозападу Африке и западноиндијска острва Сент Китс и Невис, Сент Мартин и Барбадос. Западна Индија је постала домаћин овој врсти мајмуна крајем 17. века када су трговачки бродови робова путовали на Карибе из западне Африке.

## Демографија
Национални попис становништва 2010. године који је спровела статистичка служба на Барбадосу известила је да на Барбадосу живи 277.821 становника, од чега 144.803 женског и 133.018 мушког пола. Очекивани животни век становника Барбадоса из 2019. године је 79 година. Просечни животни век је 83 године за жене и 78 година за мушкарце (2019). Барбадос и Јапан имају највише појављивања стогодишњака по глави становника у свету.
Стопа наталитета је 12,23 на 1.000 људи, а стопа смртности је 8,39 на 1.000 људи. Стопа смртности новорођенчади износи 11,63 умрлих новорођенчади на 1.000 живорођених.

### Етничке групе
Близу 90% свих Барбађана (у колоквијалном називу „Бајан“) су афро-карипског порекла („Афро-Бајанци“) и мешовитог порекла. Преостали део становништва укључује групе Европљана („Англобајани“ / „Евробајани“) углавном из Уједињеног Краљевства и Ирске, Италијани и Азијати, претежно Кинези и Индијци (и хиндуисти и муслимани). Друге групе на Барбадосу укључују људе из Сједињених Држава и Канаде. Барбадијци који се након година боравка у Сједињеним Државама и деца рођена у Америци враћају родитељима Бајан, називају се „Бајан Јенкис“, термин који неки сматрају погрдним. Генерално, Бајанци препознају и прихватају сву „децу острва“ као Бајанце и међусобно се позивају као такви.
Највеће заједнице ван афро-карипске заједнице су:
1. Индо-Гвајана, важан део економије због повећања имиграната из партнерске земље Гвајане. Постоје извештаји о растућој индобајанској дијаспори пореклом из Гвајане и Индије почев од 1990. године. Претежно из јужне Индије, они расту у величини, али су мање од еквивалентних заједница на Тринидаду и Гвајани. Људи који су Индијанци на Карибима називају се и Кулијима који су Индијанци који су из Источне Индије у Америку дошли као радници. Понекад се помешају са Доуглама који имају афричко и индијанско порекло, док су Кулији пунокрвни Индијанци.[5][34] Муслимански Барбадијци индијског порекла углавном су пореклом из Гуџаратија. Многа мала предузећа на Барбадосу воде и управљају муслиманско-индијски Бајани.[5][35]
2. Евро-Бајанци (5% становништва)[31] насељавају се на Барбадосу од 17. века, пореклом из Енглеске, Ирске, Португалије и Шкотске. Године 1643. на Барбадосу је било 37.200 белаца (86% становништва).[36] Чешће су познати као "бели бајани". Евро-Бајанци су увели народну музику, као што су ирска музика и музика хајленда, и одређена имена места, попут Шкотски округ, брдовита регија у парохији Светог Андреја. Међу Белим Барбадијцима постоји подразред познат под именом "Црвеноноги" који чине следбеници војводе од Монмута након његовог пораза у бици код Сеџемура, као и потомци ирских радника и затвореника увезених на острво.[37] Многи су се додатно преселили да би постали најранији досељеници модерне Северне и Јужне Каролине у Сједињеним Државама. Данас "Црвеноноге" броје само око 400.[38]
3. Кинези-Барбадијци су мали део шире азијске популације Барбадоса.[5] Већина, ако не и сви, први пут су стигли 1940-их из Хонг Конга током Другог светског рата. Многи Кинези-Бајани имају презимена Чин, Чајн или Ли, иако друга презимена превладавају у одређеним деловима острва. Кинеска храна и култура постају део свакодневне бајанске културе.
4. Либанци и Сиријци чине острвску арапску заједницу Барбадоса,[5] која је у великој већини хришћанска. Муслиманска арапска мањина међу арапским Бајанима чини мали проценат укупне мањинске муслиманске популације Барбадоса. Већина Либанаца и Сиријаца стигла је на Барбадос због трговинских могућности. Њихов број пада због емиграције у друге земље.
5. Статуа Буса, Бриџтаун. Буса је водио највећу побуну робова у историји Барбадоса.Јевреји су стигли на Барбадос непосредно након првих досељеника 1627. године. Бриџтаун је дом синагоге Нидхе Исраел, једне од најстаријих јеврејских синагога у Америци, која датира из 1654. године, иако је тренутна грађевина подигнута 1833. године, замењујући ону уништену ураганом из 1831.[39] Надгробни споменици на суседном гробљу датирају из 1630-их. Сада под надзором Националног фонда Барбадос, ово место је напуштено 1929. године, али је спасила и обновила јеврејска заједница почетком 1986. године.
6. У седамнаестом веку, Роми су послати из Уједињеног Краљевства да раде као робови на плантажама на Барбадосу.[40]

### Религија
Већина Бајана афричког и европског порекла су хришћани (95%), а највећа конфесија је англиканска (40%). Остале хришћанске вероисповести са значајним следбеницима на Барбадосу су Католичка црква (којом управља Римокатоличка бискупија Бриџтаун), Пентекосталци, Јеховини сведоци, Адвентистичка црква седмог дана и Духовни баптисти. Енглеска црква је била званична државна религија све док је парламент Барбадоса није легално утврдио након независности. Остале религије на Барбадосу укључују хиндуизам, ислам, баханску веру и јудаизам.

## Влада и политика
Барбадос је независна држава од 30. новембра 1966. године. Функционисала је као уставна монархија и парламентарна демократија по узору на британски систем Вестминстер, а након 30. новембра 2021. на 55. годишњицу независности прогласила је републику. Краљица Барбадоса, Елизабета II, била је једини монарх, док је локално представљао генерални гувернер Барбадоса − посљедњи Сандра Мејсон, која је након проглашења републике постала и прва председница те земље. Како за време монархије, тако и данас, по питањима државе Барбадoса саветује премијер Барбадоса, који је шеф владе. У Дому Скупштине има 30 представника.
Устав Барбадоса је врховни закон нације. Главни тужилац је на челу независног судства. Парламент Барбадоса доноси нове акте и председник даје сагласност да би постали закон.
Током 1990-их, на предлог Патрика Манинга из Тринидада и Тобага, Барбадос је покушао политичку унију са Тринидадом и Тобагом и Гвајаном. Пројект је застао након што је тадашњем премијеру Барбадоса Лојду Ерскину Сандифорду позлило и његова Демократска лабуристичка странка изгубила је на следећим општим изборима. Барбадос наставља да дели блиске везе са Тринидадом и Тобагом и са Гвајаном, тврдећи да је највећи број гвајанских имиграната након Сједињених Држава, Канаде и Уједињеног Краљевства.

### Војска
Одбрамбене снаге Барбадоса броје око 800 припадника. Унутар њега, млади од 14 до 18 година чине Кадетски корпус Барбадоса. Припреме за одбрану острвске државе уско су повезане са уговорима о одбрани са Уједињеним Краљевством, Сједињеним Државама и Народном Републиком Кином.
Полицијске снаге на Барбадосу једина су агенција за спровођење закона на острву Барбадос.

## Административна подела
Барбадос је подељен на 11 парохија:
- Christ Church
- Saint Andrew
- Saint George
- Saint James
- Saint John
- Saint Joseph
- Saint Lucy
- Saint Michael
- Saint Peter
- Saint Philip
- Saint Thomas

Saint George и Saint Thomas налазе се усред земље и једине су парохије без обалних линија.

## Економија
Барбадос је 53. најбогатија земља на свету по БДП-у (бруто домаћем производу) по становнику, има добро развијену мешовиту економију и умерено висок животни стандард. Према Светској банци, Барбадос је класификован као 66 водећих светских економија са високим дохотком. Упркос томе, само-студија из 2012. године у сарадњи са Карипском развојном банком открила је да 20% Барбаданаца живи у сиромаштву, а скоро 10% не може да задовољи своје основне дневне потребе за храном.
Између 1999. и 2000. постојала је јака економија, али је економија ушла у рецесију 2001. и 2002. због успоравања у туризму, потрошње потрошача и утицаја напада 11. септембра 2001. у Сједињеним Државама и бомбашких напада у Лондону 7. јула 2005. године. Економија Је одскочила 2003. године и показивала је раст од 2004. године који се наставио све до 2008. Економија је поново ушла у рецесију од 2008. до 2013. године пре показивања раста од 2014. до 2017. Затим је опала на још једну рецесију од 2017. до 2019. током кризе светске економије. Од 1. јануара до 31. марта 2020. економија је почела да расте, али је онда доживела још један пад услед економске рецесије Ковид 19.
Традиционални трговински партнери укључују Канаду, Карипску заједницу (посебно Тринидад и Тобаго), Уједињено Краљевство и Сједињене Државе. Недавне владине администрације наставиле су напоре на смањењу незапослености, подстицању страних директних инвестиција и приватизацији преосталих државних предузећа. Незапосленост је смањена на 10,7% у 2003. Међутим, од тада се повећала на 11,9% у другом тромесечју 2015.
Европска унија помаже Барбадосу са програмом модернизације међународног сектора за пословне и финансијске услуге у земљи од 10 милиона евра.
Барбадос одржава трећу по величини берзу у карипском региону. Од 2009. године, службеници на берзи истражују могућност повећања локалне берзе подухватом Међународног тржишта хартија од вредности (ИСМ).

## Здравље
Барбадос има много домова здравља. Међутим, главна болница на острву је болница краљице Елизабете.

## Образовни систем
Стопа писмености на Барбадосу рангирана је близу 100%. Уобичајени систем јавног образовања на Барбадосу обликован је према британском моделу. Влада Барбадоса троши 6,7% свог БДП-а на образовање (2008).
Сви млади у земљи морају похађати школу до 16. године. Барбадос има преко 70 основних школа и преко 20 средњих школа широм острва.

## Култура
Барбадос је спој западноафричке, португалске, креолске, индијске и британске културе. Грађани се званично зову Барбадијци. Израз „Бајан“ можда потиче из локализованог изговора речи Барбадиан, који с времена на време може звучати више као „Бар-бајан“; или, што је вероватније, из енглеског залива („баилинг“), португалског бајано.
Највећи карневалски културни догађај који се одржава на острву је фестивал Кроп Овер, који је успостављен 1974. Као и у многим другим карипским и латиноамеричким земљама, Кроп Овер је важан догађај за многе људе на острву, такође као хиљаде туриста који се хрле тамо да учествују у годишњим догађајима.
Фестивал укључује музичка такмичења и друге традиционалне активности, а представља већину домаће острвске музике калипсо и сока. Мушкарци и женке Барбаданаца који су убрали највише шећерне трске крунисани су за краља и краљицу усева. Кроп Овер започиње почетком јула и завршава се костимираном парадом на дан Кадомента, одржаваном првог понедељка августа. Нова музика калипсо / сока обично се објављује и свира чешће од почетка маја како би се подударала са почетком фестивала.

### Кухиња
Бајанска кухиња је мешавина афричких, индијских, ирских, креолских и британских утицаја. Типичан оброк састоји се од главног јела од меса или рибе, обично маринираног мешавином биља и зачина, топлих прилога и једне или више салата. Уобичајени бајански прилог могао би бити кисели краставац, рибљи колачи, колачи итд. Оброк се обично служи са једним или више сосова. Национално јело Барбадоса су коу-коу и летеће рибе са зачињеним сосом. Други традиционални оброк је Pudding and Souse, јело од киселе свињетине са зачињеним слатким кромпиром. Доступна је и широка палета морских плодова и меса.

### Музика
Музика Барбадоса укључује препознатљиве националне стилове народне и популарне музике, укључујући елементе западне класичне и верске музике. Култура Барбадоса је синкретична мешавина афричких и британских елемената, а острвска музика одражава ову мешавину кроз врсте песама и стилове, инструментацију, плесове и естетске принципе.
Народне традиције Барбада укључују покрет Ландсип, који је сатирична, неформална организација заснована на британској морнарици, чајни састанци, тук бендови и бројне традиционалне песме и плесови. На модерном Барбадосу популарни стилови укључују калипсо, савремену народну и светску музику. Барбадос је, заједно са Гвадалупом, Мартиником, Тринидадом, Кубом, Порториком и Девичанским острвима, један од ретких центара за карипски џез.

### Празници
| Датум          | Назив                 | Назив на енглеском језику | Напомене                                                                                  |
| -------------- | --------------------- | ------------------------- | ----------------------------------------------------------------------------------------- |
| 1. јануар      | Нова година           | New Year's Day            |                                                                                           |
| 21. јануар     | Дан Ерола Барова      | Errol Barrow Day          | Дан признања за оца нације Ерола Барова (слави се од 21. јануара 1989. године             |
| Март или април | Велики петак          | Good Friday               | Петком, датум варира.                                                                     |
| Март или април | Ускршњи понедељак     | Easter Monday             | Понедељак, датум варира                                                                   |
| 28. април      | Дан националних херој | National Heroes' Day      | Дан признања за националне хероје Барбадоса од 28. априла 1998.                           |
| 1-7. мај       | Празник рада          | Labour Day                | Први понедељак у мају, датум варира                                                       |
| Мај или јун    | Духовски понедељак    | Whit Monday               | Понедељак, датум варира                                                                   |
| 1. август      | Дан еманципације      | Emancipation Day          | Датум када је ропство укинуто на острву од 1. августа 1997                                |
| 1-7. август    | Кадумент              | Kadooment Day             | 1. понедељка у августу, датум варира                                                      |
| 30. новембар   | Дан независности      | Independence Day          | Годишњица независности Барбадоса од Уједињеног Краљевства, слави се од 30. новембра 1966. |
| 25. децембар   | Божић                 | Christmas Day             |                                                                                           |
| 26. децембар   | Дан дарова            | Boxing Day                |                                                                                           |

### Спорт
Као и у другим карипским земљама британског колонијалног наслеђа, крикет је веома популаран на острву. Крикет тим Западне Индије обично укључује неколико играча са Барбадоса.
Рагби је такође популаран на Барбадосу.
Коњске трке се одржавају у историјском гарнизону Савана близу Бриџтауна. Гледаоци могу да плате улаз за трибине или да гледају трке са јавне „шине“, која обухвата стазу.
Кошарка је све популарнији спорт који се игра у школи или на факултету. Репрезентација Барбадоса показала је неке неочекиване резултате јер је у прошлости победила многе веће земље.
Популарна је и одбојка која се углавном игра у затвореном.
Тенис стиче популарност, а на Барбадосу живи Даријан Кинг, тренутно 270. на свету и други играч по рангу на Карибима. Присуство пасата, као и повољни отоци, чине јужни врх острва идеалним местом за једрење на таласима (екстремни облик спорта једрења на дасци). Барбадос је такође домаћин неколико међународних такмичења у сурфовању.